# Sula Miranda
Suely Brito de Miranda, mais conhecida como Sula Miranda (São Paulo, 12 de novembro de 1963), é uma cantora e apresentadora brasileira.
Após o início como vocalista do grupo As Melindrosas, lançou-se em carreira solo em 1986 cantando música sertaneja.
É irmã da também cantora Gretchen e tia de Thammy Miranda.

## Carreira musical
Começou sua carreira musical no grupo As Mirandas, juntamente com suas irmãs Yara e Maria Odete (Gretchen) e mais tarde se tornaram o quarteto As Melindrosas com a inclusão da amiga Paula. O primeiro LP Disco Baby foi um enorme sucesso, alcançando a marca de 1 milhão de cópias vendidas. 
O sucesso de Sula estava traçado desde o início. Iniciou carreira solo assinando contrato com a 3M do Brasil em julho de 1986, ano que lançou seu primeiro disco. Em outubro desse ano, já era recorde de vendas. Ela veio no movimento de renovação que a música sertaneja estava tendo, o new sertanejo ou sertanejo-urbano, mistura da tradicional música caipira com toques de modernidade nos temas e na introdução de instrumental eletrônico. E assim, ela estava preparada para buscar o seu objetivo. Era jovem, talentosa, cheia de garra e o novo gênero tomou conta dos programas de rádio e televisão.
Sula sabia que as pessoas que gostavam desse gênero musical, gostavam de ouvir falar da vida dos peões de boiadeiro e dos caminhoneiros e a maioria dos cantores e duplas sertanejas dedicavam faixas em seus discos a estas duas classes. Teve a felicidade de encomendar uma música a Joel Marques, compositor consagrado, e queria uma canção que falasse da vida da esposa do caminhoneiro. Este foi o segredo do sucesso e a empatia do público com a música Caminhoneiro do Amor foi imediata. Em dois meses, todas as rádios a estavam reproduzindo. Dias depois do lançamento, as vendas lhe renderam um disco de ouro, com mais de 100 mil cópias vendidas e recebeu o título de "Rainha dos Caminhoneiros". Aproveitando o embalo, Sula gravou um videoclipe.
Os convites para shows não paravam. Chegou o sucesso e Sula sabia que tinha que aproveitar. Fazia uma média de 25 shows por mês em eventos por todo Brasil.
Ao longo de sua carreira tem gravados 17 discos, com muitos compositores famosos e conceituados, sendo 12 deles com músicas sertanejas inéditas e regravações, 3 coletâneas com maiores sucessos e 2 com músicas gospel.
Sula Miranda, sempre teve forte presença no palco. Atraía públicos de 30 mil a 100 mil pessoas em cada show. Com seu carisma, prestígio e credibilidade tornou-se uma das maiores cantoras do estilo sertanejo, um verdadeiro ícone, sendo muito requisitada no país para anúncios e campanhas publicitárias. 
Participou de vários eventos de programas de estrada, como o Clube Irmão Caminhoneiro Shell e Siga Bem Caminhoneiro, onde se apresentava em shows, tarde de autógrafos e outras atividades. 
Sua marca foi licenciada para diversos produtos. Montou uma grife e abriu 40 lojas franqueadas por todo país com grande sucesso por muitos anos.

## Vida Pessoal
Nascida e criada em uma família humilde na periferia da capital paulista, possui duas irmãs, Gretchen e Yara Miranda. É filha de Maria José Brito de Miranda e Mário de Miranda. Conviveu com o pai alcoolista, que agredia à ela e às suas irmãs, além da sua mãe. Ele era contra a sua carreira artística e à de Gretchen. 
Sula nasceu com um estreitamento da laringe e com o timo aumentado, dificultando qualquer tipo de alimentação. Qualquer quantidade de secreção salivar era suficiente para que a recém-nascida engasgasse, colocando em risco sua vida. Era uma situação muito difícil, que obrigava uma constante vigilância, principalmente à noite, quando os pais se revezavam na cabeceira de Sula. Examinada por uma junta de 20 médicos quando tinha um mês de vida, a conclusão foi que Sula deveria se submeter a uma traqueostomia, que a condenaria a passar o resto de sua vida com uma abertura externa na garganta, por onde falaria. Sua mãe, porém, não permitiu a operação. Entregou o caso a Deus, mesmo sabendo dos riscos de vida que a filha corria. O pediatra Dr. Jayme Murahovschi que acompanhava a doença de Sula resolveu tentar um tratamento à base de fortes antibióticos. Corria riscos com essa opção de tratamento, mas havia chances de cura. Deu certo. Hoje o Dr. Jayme Murahovschi costuma citar esse caso aos seus alunos. Além de ter o carinho, a gratidão e a confiança de Sula, ele também é o pediatra de seu filho Natan. O pediatra não entende como Sula virou cantora. A chance de que ela tivesse uma vida normal não era grande, mas ela conseguiu mais do que isso. 
Durante toda infância morou em um sobrado que tinha um salão grande na parte inferior. As brincadeiras vividas pelas irmãs nesse ambiente podem ter influenciado bastante a carreira artística delas. Por causa dos problemas de saúde de Sula, aliados a um excessivo ciúme das filhas, o pai não permitia que elas brincassem como outras crianças nas ruas.
Por conta disso, Seu Mário volta e meia chegava do trabalho carregado de brinquedos e instrumentos musicais, tudo para que as meninas ficassem sempre em casa. As três gostavam muito de reproduzir os cantores da Jovem Guarda na vitrolinha que ganharam do pai. Dançavam, tocavam instrumentos e cantavam o tempo todo. Das brincadeiras musicais participavam também as amiguinhas do bairro. Era uma algazarra tão grande que deixavam a mãe e as empregadas da casa enlouquecidas. No meio de tanta música e instrumentos musicais, todas se dedicaram ao aprendizado de violão. Sula aprendeu também um pouco de piano. Com 16 anos, sua irmã Gretchen começou a dar aulas de violão. Uma de suas alunas, chamada Paula, acabou se tornando grande amiga das três irmãs. Este relacionamento de amizade gerou a criação do grupo musical As Mirandas.

De 1983 a 1990 foi casada com seu primeiro marido, o empresário Luís Flávio Rocha. O matrimônio foi marcado por traições, agressões e humilhações, visto que o marido era alcoolista. Em uma noite do ano de 1990 ele chegou em casa alcoolizado, e após agredi-la, ela se trancou no quarto. Ele ficou na sala, e se suicidou com um tiro na cabeça, com a arma que havia comprado semanas antes. Em entrevistas, revelou:
“Ele estava alcoolizado. Passados alguns minutos, ouvi o tiro e corri para a sala onde ele estava. Quando o vi imóvel, cheguei inclusive a fazer respiração boca a boca, eu não tinha percebido o tiro em sua cabeça. Os peritos me disseram depois que talvez a arma tivesse disparado sem querer, por um descuido.” 
A artista passou por uma forte depressão, e se afastou da mídia, fazendo tratamento psicoterápico. Em um trecho do livro autobiográfico De Rainha à Serva de Deus, que escreveu, revelou: “Fui humilhada e julgada pelas pessoas, e como tinha grande destaque na mídia, me senti invadida, desprotegida e solitária. Foi naquela hora que muitos ditos ‘amigos’ se afastaram de mim.” Após alguns anos, contou que passou por grandes problemas financeiros, quando entrou em um período de recessão no trabalho, passando necessidade e tendo de fazer faxina para sobreviver. Revelou em entrevistas que as dificuldades acabaram promovendo sua conversão ao evangelismo em 2008, onde batizou-se, passando a cantar música gospel.
De 1994 a 2004 foi casada com seu segundo marido, com quem teve seu único filho, Natan, nascido em 1998.
Sozinha desde então, a cantora é eventualmente vista com algum namorado na mídia.

## Rádio e TV

### Locutora
O início de sua carreira como locutora deu-se na Rádio Record com o programa Rumo Certo.
Anos depois, após já ter seguido a carreira como apresentadora, retorna à Rádio Capital apresentando diariamente, durante a programação da emissora, vários boletins de caráter informativo, voltados exclusivamente ao caminhoneiro.
Apresentou até junho de 2014, diariamente das 13 às 14h, o programa Mix Sertanejo na rádio 102.5 em São José do Rio Preto, atingindo várias cidades do interior paulista e algumas em Minas Gerais.

### Apresentadora
Começou em 1990, contratada por Goulart de Andrade, para comandar pela Rede Record de Televisão um programa dedicado aos caminhoneiros, o Roda Brasil, onde mostrava através de reportagens externas a vida desses profissionais da estrada.
Em 1991, um ano depois, após ganhar o Troféu Imprensa como melhor cantora de música sertaneja, Sula foi contratada pelo SBT para apresentar o Sula Miranda, um programa musical voltado exclusivamente à música sertaneja, onde obteve sucesso e teve oportunidade para dar início a uma trajetória onde atuou e cresceu como apresentadora.
Em 1993 volta para a Rede Record de Televisão para apresentar nas noites de sexta-feira uma nova versão do Sula Miranda, um programa que se tornou um programa de variedades com entrevistas, musicais de todos os estilos, brincadeiras e jogos.
Em 1995, Sula estreou na Central Nacional de Televisão e ganhou um horário nas tardes de sábado, onde apresentou o programa Sula Show, com quadros de variedades, musicais, jogos e calouros, onde permaneceu até 1996.
Transferiu-se em 1997 para a extinta Rede Manchete de Televisão para a terceira versão do Sula Miranda Show, um programa musical semanal nas noites de sábado, com grandes sucessos da atualidade e performances da artista, inspiradas nos grandes musicais, mostrando dessa forma a versatilidade de Sula. Paralelamente à apresentação desse programa, ela apresentava um quadro no programa Siga Bem Caminhoneiro, patrocinado pela Petrobrás e transmitido pelo SBT aos domingos pela manhã.
Em 2000, agora na Rede TV!, com o programa Elas, Sula passou a se dedicar totalmente como apresentadora a um programa voltado especificamente ao universo feminino, onde o conteúdo era de informações atualizadas sobre moda, culinária, decoração, saúde e artesanato.
Em 2002 foi para a extinta Rede Mulher de Televisão e apresentou o programa Ser Tão Mulher, também dirigido ao público feminino.
Depois de um período ausente em função de ter feito um intervalo na vida de apresentadora e dedicar-se a um projeto musical, retornou em 2004 com o programa A Tarde é Nossa, novamente pela Rede Mulher, um programa feminino com visual moderno, conteúdo dinâmico, descontraído, com dicas e assuntos variados.
Em 2008, na TV a cabo, investiu num novo projeto, um programa direcionado ao segmento de decoração, transformando ambientes e mostrando seu talento como decoradora: o Estilo & Ideias.
Em 2010, por conta do bom trabalho no segmento de decoração, aceitou o convite para decorar alguns ambientes da Rede CNT.Ficaram sob a responsabilidade dela a Sala VIP, recepção, diretoria e presidência da emissora. Por conta desse trabalho, Sula ganhou um quadro no programa Notícias e Mais apresentado por Leão Lobo e Adriana de Castro, com o nome de Fazendo a Diferença, onde além de transformar ambientes, também realizava transformações de situações na vida das pessoas, com o objetivo incentivá-las a não desistirem de seus sonhos. E apresentou, até junho de 2014, o quadro Na Medida, onde a cada temporada proporcionava ao telespectador a oportunidade de “viajar” pelo mundo, mostrando curiosidades de países e lugares diferentes, além de ter informação sobre lazer, gastronomia, turismo, decoração, artesanato e muito mais.
De agosto de 2013 a junho de 2014 apresentou na Rede Família o programa Tudo Posso, uma revista feminina de segunda a sexta-feira, das 10 às 11h, que trazia informações sobre moda, beleza, decoração, saúde, artesanato, curiosidades em geral e aborda assuntos comportamentais como educação financeira, política e os mais diversos campos de atividades.
Em 2018, participa do juri da primeira temporada do programa Canta Comigo na Record TV.

## Retorno para a música sertaneja
Após um período afastada da mídia para se dedicar exclusivamente à família, Sula voltou ao cenário musical em 2008 e gravou 2 discos de música gospel.

Em 2012, às voltas com as comemorações dos seus 25 anos de carreira solo, grava o CD Prova de Amor, lançado com a intenção de marcar sua volta para a música sertaneja.
“Minha volta para a música sertaneja é para mim um marco. Realmente nunca pude dimensionar o que era ter o titulo de “Rainha dos Caminhoneiros” e o que isto significava. Pensei que já havia cumprido minha missão, que já era suficiente, mas vejo que colhemos mesmo todos os frutos que plantamos e meu retorno é isso: minha verdadeira Prova de Amor para este público fiel da música sertaneja e os caminhoneiros e também deles para comigo. Parece que o tempo não passou....." - relata Sula Miranda.
"Neste retorno, posso viver verdadeiramente o que é amor, fidelidade e respeito", revela Sula.
Neste CD, Sula Miranda tem regravações expressivas como: Jesus Cristo e Caminhoneiro (Roberto Carlos e Erasmo Carlos), Adoro Amar Você (Peninha) e Quem de Nós Dois (Ana Carolina). 
O CD é romântico, além de trazer também canções dançantes e o atual estilo sertanejo universitário com as músicas Avisa Ele, Anjo e Contrato, e o novo hit para os caminhoneiros, Caminhoneiro, Tô Apaixonada. A produção fonográfica e executiva do CD Prova de Amor é de Sula Miranda, com direção geral e executiva da Radar Records. Como compositora tem parcerias com Charlys da Rocinha e Emilio Guimarães na música Contrato e Vai Dar Certo e com Ricardo Leite fez Transplante. Os arranjos são de Josué Godoy e as fotos de Patrick Brito.

## Política
Concorreu, sem sucesso, a uma vaga de deputada federal nas eleições em São Paulo em 2014 pelo Partido Republicano Brasileiro, quando obteve apenas 3.787 votos.

## Discografia

### Álbuns de estúdio
| Ano  | Título                      |
| ---- | --------------------------- |
| 1986 | Caminhoneiro do Amor        |
| 1988 | A Voz do Rádio              |
| 1989 | Rumo Certo                  |
| 1990 | Lobo Amante                 |
| 1991 | Estrada Afora               |
| 1992 | Com o Pé na Estrada         |
| 1993 | Me liga, Me Grita, Me Chama |
| 1994 | Caso de Polícia             |
| 1996 | Only Yesterday              |
| 1998 | Parada Obrigatória          |
| 2003 | Minha História é a Sua      |
| 2007 | Coração                     |
| 2009 | Estrada de Bênçãos          |
| 2012 | Prova de Amor               |
| 2015 | Inabalável                  |
| 2017 | Sertaneja                   |

### Álbuns ao vivo
| Ano  | Título                  |
| ---- | ----------------------- |
| 1997 | Sula Miranda Ao Vivo    |
| 1999 | Sula Miranda Ao Vivo II |

## Filmografia

### Televisão
| Ano       | Título                        | Função        | Notas          |
| --------- | ----------------------------- | ------------- | -------------- |
| 1990–1991 | Roda Brasil                   | Apresentadora |                |
| 1991–94   | Programa Sula Miranda         | Apresentadora |                |
| 1995      | Sula                          | Apresentadora |                |
| 1996–99   | Sula Miranda Show             | Apresentadora |                |
| 1999–01   | Elas                          | Apresentadora |                |
| 2002      | Ser Tão Mulher                | Apresentadora |                |
| 2002–07   | A Tarde é Nossa               | Apresentadora |                |
| 2008      | Estilo & Ideias               | Apresentadora |                |
| 2010–13   | Notícias e Mais               | Repórter      |                |
| 2013–14   | Tudo Posso                    | Apresentadora |                |
| 2018      | Os Grerchen                   | Ela mesma     |                |
| 2018–19   | Canta Comigo                  | Jurada        | Temporadas 1–2 |
| 2021      | Gênesis                       | Quirá         | Fase: Abraão   |
| 2022      | Bake Off Brasil: Celebridades | Participante  | Temporada 2    |

### Cinema
| Ano  | Título                  | Personagem |
| ---- | ----------------------- | ---------- |
| 1979 | Vamos Cantar Disco Baby | Lila       |

## Rádio
| Ano       | Título               | Função        | Rádio            |
| --------- | -------------------- | ------------- | ---------------- |
| 1988–1991 | Rumo Certo           | Apresentadora | Rádio Record     |
| 1999–02   | Boletim Caminhoneiro | Apresentadora | Rádio Capital    |
| 2003–04   | Tupi Sertanejo       | Apresentadora | Super Rádio Tupi |
| 2012–14   | Mix Sertanejo        | Apresentadora | 40 Graus FM      |

## Prêmios
- 1991: Troféu Imprensa - Melhor Cantora de Música Sertaneja
- 2008: Troféu Talento - Revelação Feminina (Gospel)